# Le Comte de Gabalis
Le Comte de Gabalis, dans son titre complet Le Comte de Gabalis ou Entretiens sur les sciences secrètes, est une satire sociale publiée anonymement en 1670. Son auteur, presque aussitôt connu, est Henri de Montfaucon, dit abbé de Villars (vers 1638-1673).
Composé de cinq discours tenus par un maître spirituel à son disciple, il sera considéré au sortir des années 1697-1720 comme un texte rosicrucien de nature kabbalistique et sera sujet à de multiples interprétations,.
Ce livre, qui fut le premier dans la littérature française à mentionner le sylphe, créature élémentaire fictive de l'air, eut une influence notable sur la culture littéraire en y introduisant durablement ce personnage. Il eut aussi une influence importante sur différents écrits ésotériques puis sur le mouvement occultiste de la fin du XIXe siècle.

## Description
Le Comte de Gabalis consiste en un ensemble de cinq dialogues (appelés "entretiens") entre un maître (le Comte) et un prétendu disciple (le narrateur du livre, qui se fait passer pour un grand amateur de sciences secrètes afin de vérifier ce que lui dicte le sens commun : "qu’il y a beaucoup de vide en tout ce qu’on appelle Sciences secrètes").
Le Comte présente à son interlocuteur les êtres des quatre éléments, qui sont les gnomes (terre), les nymphes (eau), les sylphes (air) et les salamandres (feu). Les théories "cabalistiques" du livre sont fondées non pas sur la cabale juive ou chrétienne, mais sur l'existence de ces peuples élémentaires, tirés de l'œuvre de Paracelse. Le Comte révèle le rôle que ces peuples jouèrent dans l'histoire des hommes, racontant des anecdotes censées être des preuves historiques.
- Le premier entretien présente au lecteur les deux personnages et la théorie occultiste du comte[3],[4].
- Le second entretien décrit en détail les peuples élémentaires et leur rôle dans l'histoire[3],[5].
- Le troisième entretien traite des oracles, décrits comme l’œuvre des sylphes[3],[6].
- Le quatrième entretien apporte les preuves historiques de l'existence des peuples élémentaires et de leur mariage avec les humains[3],[7].
- Le dernier entretien montre la supériorité des peuples élémentaires et la nécessite de travailler à leur immortalité[3],[8].

Une suite fut écrite: La suite du Comte de Gabalis, ou nouveaux entretiens sur les sciences secrètes, touchant la nouvelle philosophie. Ouvrage posthume. mais il est à peu près certain, par le style et les idées, qu'elle fut faussement attribuée à Villars. Elle est certainement l’œuvre d'un jésuite qui utilisa ce subterfuge pour attaquer les jansénistes.

## Genèse du livre

### Place dans la littérature de l'époque
Le Comte de Gabalis s'inscrit dans la vogue de la littérature galante, mais diffère des autres œuvres littéraires par les thèmes abordés : libertinage, moquerie envers les vieilles croyances, envers le merveilleux, et critique acerbe du jansénisme.
En dehors des thèmes libertins, le livre possède une autre originalité en la présence du sylphe, créature fictive de l'air, qui fait ici sa première apparition dans la littérature française. On pourrait en dire autant du gnome, si ce n'est que Blaise de Vigenère l'avait déjà introduit en français en 1583 dans un résumé du Liber de nymphis de Paracelse. Le Comte de Gabalis n'est autre, en effet, qu'une parodie de cet ouvrage de Paracelse, et Montfaucon de Villars, qui a consulté le texte en traduction latine, s'est aussi inspiré directement du résumé de Vigenère.
L'ouvrage vise deux objectifs précis: se moquer des "sciences secrètes" (ce que fait Molière au même moment dans son divertissement des Amants magnifiques), et ruiner la croyance au démon (dans la lignée de l'Apologie pour tous les grands hommes soupçonnés de magie de Gabriel Naudé (1625, plusieurs rééditions).

### Origine dessciences secrètes
L'ouvrage développe, à la suite de Paracelse, chez qui Villars puise l'essentiel de ses connaissances, une théorie sur les génie des quatre éléments :
« L'air est plein d'une innombrable multitude de peuples les sylphes de figure humaine, un peu fiers en apparence, mais dociles en effet : grands amateurs des sciences, subtils, officieux aux sages, et ennemis des sots et des ignorants. leurs femmes et leurs filles sont des beautés mâles, telles qu'on dépeint les Amazones... Sachez que les mers et les fleuves sont habités de même que l'air ; les anciens Sages ont nommé ondins ou nymphes cette espèce de peuple... La terre est remplie presque jusqu'au centre de gnomes, gens de petite stature, gardiens des trésors, des minières et des pierreries... Quant aux Salamandres, habitants enflammés de la région du feu, ils servent aux philosophes ».
L'opuscule de Paracelse qui fut abondamment plagié par Villars est le Livre des nymphes, sylphes, pygmées et salamandres, et des autres esprits, écrit entre 1529 et 1537 en allemand. Villars l'a lu en traduction latine dans les Opera omnia medico-chemico-chirurgica parus à Genève en 1658, ainsi que dans le résumé en français de Vigenère,.

### Théories sur l'identité du comte
Montfaucon de Villars a purement inventé le personnage du Comte. Il s'est peut-être inspiré en partie du Cosmopolite (l'alchimiste polonais Michaël Sendivogius),,.
La traduction anglaise, parue en 1680, comprend une reproduction du tableau de Rembrandt Le Cavalier polonais, qui sera parfois considéré comme une représentation du comte. Conservé à la Frick Collection à New York, ce tableau a par la suite été considéré comme représentant Sir Francis Bacon.
Il fut donc affirmé que ce dernier, qui semble avoir tenu ultérieurement à la parution du livre cinq discours proches de ceux du comte, n'était autre que cet énigmatique personnage. 
Certains, qui voient aussi en Francis Bacon la véritable identité de William Shakespeare, ajoutent comme élément venant corroborer cette hypothèse la présence d'êtres élémentaires tels Puck et Ariel dans l’œuvre de ce dernier, inconscients que ces personnages ne sont pas présentés comme des habitants de l'un des quatre éléments.

## Histoire et influence
Le Comte de Gabalis sera perçu de façons très différentes selon les époques.

### XVIIesiècle

#### Polémique et interdiction du livre[11]
Le livre, satire sociale de l'époque, connaît un vif succès en 1670, donnant lieu à trois rééditions . Apprécié dans un premier temps pour ses thèmes libertins et équivoques, le contenu des entretiens et l'omniprésence du rire amèneront par la suite de nombreux lecteurs à s'interroger sur les réelles motivations du livre, dont la réputation devient celle d'un ouvrage anti-religieux.
Le mode de l'entretien se prête bien à la polémique et derrière la confrontation des deux personnages principaux du livre, l'opposition n'est qu'apparente. Sous couvert d'initiation aux sciences secrètes l'histoire biblique est parfois remise en question de façon bouffonne et humoristique, mais aussi et plus particulièrement le rôle des démons et du diable, les actions attribuées par les théologiens à ces derniers l'étant par le Comte aux êtres élémentaires, considérés comme des amis des hommes. Cette remise en cause de l'idéologie de l'époque, prônant de surcroît des valeurs matérialistes, finit par faire scandale et le livre sera rejeté par l'Église et interdit. Plus exactement, c'est la polémique déclenchée (peut-être involontairement) par Montfaucon de Villars avec les jansénistes qui conduit Antoine Arnauld à relire le livre de plus près et à le faire interdire, quelques mois à peine après sa parution.
En cette période marquée par la montée du scepticisme, de la critique des pratiques religieuses et d'une crispation particulièrement importante autour du rejet des derniers procès en sorcellerie, croyance déjà affaiblie et en recul depuis plusieurs décennies, ce livre, accueilli favorablement dans les milieux intellectuels, achève de discréditer cette vieille croyance, jouant un rôle comparable aux Provinciales de Blaise Pascal lors de l'épisode du procès des jansénistes 10 ans plus tôt. La sorcellerie reçoit le coup de grâce en 1672 lorsque paraît un décret du roi qui vide les prisons des sorciers et interdit aux tribunaux d'admettre les accusations de sorcellerie. L'influence du Comte de Gabalis sur cette décision, bien que difficilement quantifiable, est reconnue.

#### Premières influences sur la littérature
Le Comte de Gabalis, en plus d'avoir contribué à discréditer la sorcellerie, marque aussi un tournant dans la façon dont cette dernière est présente dans la littérature. En recul rapide, elle ne sera plus abordée par les écrivains de façon menaçante mais burlesque. Le diable, auparavant être sombre et menaçant, devient un personnage inoffensif, amusant et parfois même sympathique,.
Villars voulait par son œuvre discréditer "cabalistes" comme occultistes, mais la façon dont son livre sera perçu commence à changer dès la fin du siècle. Le merveilleux qu'il développa charmera les lecteurs et, comme dans le cas de Charles Perrault qui avait aussi détourné les contes de fées, la poésie l'emporte sur le rationalisme de la thèse. Néanmoins les esprits élémentaires décrits par Villars mettent du temps à s'imposer. De 1670 à 1700 environ, rares sont les écrivains à utiliser le nouveau système de merveilleux mis en place dans Le Comte de Gabalis.
On note tout de même la présence en 1681 d'une pièce de théâtre écrite et mise en scène par Thomas Corneille, Donneau de Visé et Fontenelle, inspirée du Comte de Gabalis : La Pierre philosophale.
En 1698 le livre de Villars inspire ses premières œuvres littéraires : l'Histoire de Mélusine, princesse de Lusignan, et de ses fils par François Nodot, adaptation du poème de Jean d'Arras le livre de Mélusine,,,,. Nodot déclare avoir cherché à « éclaircir » l’ancien roman. Il développe en réalité des intrigues romanesques, introduisant de nouveaux épisodes et personnages, son récit prenant un tour spectaculaire dans la représentation du merveilleux, sa Mélusine apparaissant comme un être diabolique dont la métamorphose devient un épisode particulièrement effroyable. La Mélusine de Nodot est en fait conforme à ce qu'en disait le Comte dans le quatrième entretien, à savoir qu'elle était sans aucun doute possible une nymphe.
Le Parfait Amour, Conte de fées en prose d'Henriette-Julie de Castelnau de Murat publié en janvier 1698 dans le recueil Contes de Fées est lui aussi inspiré par le Comte de Gabalis. On y observe en particulier l'évocation de gnomes, ondins, salamandres et sylphes, toute la matière merveilleuse qui n'est en réalité que le résiduel des théories cabalistiques vulgarisées par Villars. Ainsi, en offrant au prince Parcin-Parcinet une bague magique qui doit préserver le couple des exactions de Danamo, la fée Favorable lui donne accès au monde élémentaire, puisque la bague est composée de quatre métaux précieux associés chacun à une classe particulière intervenant pour protéger les amants.

#### Premières influences sur les idées
Sa mort fit l'objet de rumeurs et spéculations. Il sera dit qu'il fut assassiné par les Rose-Croix pour avoir révélé leurs secrets. Cette rumeur fit naître une légende qui lie la fiction (l'histoire du Comte de Gabalis) à la réalité (l'histoire de son auteur). Le mythe de Villars, assassiné pour avoir révélé le savoir des Rose-Croix, a une importance considérable dans les siècles qui suivent car elle amena de nombreuses personnes à considérer Le Comte de Gabalis comme un texte rosicrucien exposant un grand savoir occulte.
En parallèle de l'exploitation du merveilleux imaginé par Villars, un autre courant se met progressivement en place : ceux qui prennent ses idées ou ses sciences secrètes au sérieux.
Le premier est Fontenelle, qui, outre la comédie de 1681 à laquelle il contribue, se pose en véritable continuateur de la pensée de Villars en écrivant en 1687 l'Histoire des oracles, livre dont l'objet est de discréditer les superstitions et qui présente des liens littéraires et stylistiques évidents avec Le Comte de Gabalis.
Le second est l'auteur pré-encyclopédiste Pierre Bayle, qui accorde au livre un crédit inespéré en l'utilisant comme référence en 1697 pour la rédaction de deux articles de son Dictionnaire historique et critique,,,. Fortement intéressé par la pensée et le livre de Villars, comme en témoigne entre autres sa correspondance avec Mme de Sévigné, et en rivalité avec Louis Moréri, autre auteur pré-encyclopédiste qu'il prit parti de contredire systématiquement pour la rédaction de "son" dictionnaire,, il fait une présentation du Comte de Gabalis à l'opposé de celle du Grand Dictionnaire Historique de son rival dans laquelle les sciences secrètes sont prises au sérieux.
Il sera dit que Villars avait annoncé Bayle et Fontenelle.

#### Rééditions du livre[11]
Traduit plusieurs fois en anglais à partir de 1680, réédité en français à partir de 1684, il connaît 20 éditions jusqu'en 1800 et sera aussi traduit en allemand et en italien, ce qui témoigne d'un succès constant tout au long du siècle qui suit. Néanmoins, l'engouement originel s'est estompé des 1673 avec la mort de Villars et la fin des polémiques relatives à la sorcellerie. Si le livre continue à être édité en continu, son heure de gloire est passée, et il n’intéresse qu'un nombre beaucoup plus restreint de gens,.

### XVIIIesiècle[11]
Le comte de Gabalis émerge au début de XVIIIe siècle avec l'image d'un écrit ésotérique rosicrucien. Montfaucon de Villars est considéré comme un continuateur de Paracelse. Le texte est aussi une source d'inspiration poétique présentant un nouveau système de merveilleux basé sur les esprits élémentaires. L'aspect polémique, moquant aussi bien les théologiens que les occultistes, n'est, quant à lui, plus perçu par les nouveaux lecteurs.
En 1714 une nouvelle adaptation du livre est faite au théâtre par Beauchamp sur demande de la Duchesse du Maine : Le Comte de Gabalis, comédie en deux actes.
Dans la culture populaire, le livre inspire ses premières œuvres littéraires : le poème La Boucle de cheveux enlevée,, écrit par Alexander Pope en 1712 et Le sylphe amoureux, livre anonyme probablement écrit par Caylus en 1730 ou 1734, dans lequel le Comte de Gabalis est explicitement cité deux fois,,. Pope explique qu'il avait utilisé comme fondation à son poème la « doctrine rosicrucienne des esprits » qu'il avait trouvée dans le comte de Gabalis.

### XIXesiècle[11],
À partir du XIXe siècle, l'ignorance totale des conditions dans lequel le livre fut écrit est cause d'une incompréhension encore plus grande, l’œuvre devenant aux yeux de l'élite intellectuelle de l'époque un livre occultiste et antichrétien, Montfaucon de Villars passant quant à lui pour un initié de la Rose-Croix, assassiné pour avoir divulgué leur savoir secret dans son livre.
Il inspire à divers degrés l’œuvre de quelques écrivains. Parmi eux, Friedrich de La Motte-Fouqué qui écrit en 1811 Ondine, un roman narrant l'histoire d'une belle naïade,,,,,, Edward Bulwer-Lytton dont le roman Zanoni, écrit en 1842 et qui cite explicitement trois fois le comte de Gabalis,,,, trouve une part de son inspiration dans l'œuvre de Villars,,. et sir Walter Scott, qui dote la Dame Blanche d'Avenel de la plupart des attributs des nymphes dans son roman Le Monastère[réf. nécessaire].
Des poètes tels Charles Mackay, père de Marie Corelli et auteur de Salamandrine, un poème narrant l'amour d'un homme et d'une femme Salamandre, sont influencés par le livre.
Dans la nouvelle Rip Van Winkle de Washington Irving, publié en 1819, les créatures rencontrées par le héros dans les montagnes Catskill sont inspirées des êtres élémentaires créés par Villars
Ainsi, près de deux siècles et demi plus tard, des personnages similaires à Puck et Ariel, inspirés des « esprits élémentaires » décrits par le comte, font leur retour pour un court instant dans la littérature.
Parmi les auteurs concernés, Charles Baudelaire et Anatole France,, dont le roman La Rôtisserie de la reine Pédauque paru en 1893, et dans lequel un alchimiste est à la recherche des sylphes et des salamandres, sont des exemples avérés. L'héritage le plus marquant de cette brève parenthèse du renouveau de la féerie dans la littérature est le personnage de la fée Clochette, créée par James Barrie en 1904 sur le modèle des sylphes du Comte de Gabalis,.
Toujours relativement inconnu en 1864, l’engouement pour l'occulte qui caractérise la fin de l’ère victorienne le fait sortir de l'oubli, et les entretiens connaissent une nouvelle époque de gloire lorsque des occultistes de tous bords se les approprient.
Il trouve d'abord sa place auprès d'occultistes tels Joseph-Antoine Boullan qui en font l'exégèse, ou de groupements occultistes tels la Hermetic Brotherhood of Luxor qui y puisent une partie de leur « savoir secret ».
Certains groupements spirituels tirant leurs rites et croyances du Comte de Gabalis, tel le « Carmel » de Vintras, sont condamnés pour satanisme par l'Église et les ésotéristes de l'époque,,,.
L'occultisme passant de mode avec la fin de la Belle Époque, le livre sombre à nouveau dans l'oubli.

### XXesiècle
En 1960[réf. nécessaire], un groupe d'universitaires américains de l'université de Northwestern à Chicago entreprend une étude comparative des croyances anciennes, telles celles en les fées ou les apparitions angéliques, et les croyances modernes telle que le phénomène ovni[réf. nécessaire]. Le Comte de Gabalis, désormais considéré comme un témoignage du folklore ancien, fait partie des textes utilisés comme référence.